# Frédéric Danjou
Frédéric Danjou (Clamart, 28 agosto 1974) è un ex calciatore francese, di ruolo difensore.

## Carriera

### Club
Gioca per Auxerre, Real Oviedo, Troyes, Ajaccio, Caen, Créteil e Gazélec Ajaccio. Tra il 2007 e il 2008 rimane senza una società.
Vanta 240 presenze e 5 reti in Ligue 1, 70 incontri e 4 reti nella Liga e 19 presenze in Europa.

## Palmarès

### Club

#### Competizioni nazionali
- Division 3: 1

Auxerre B: 1991-1992
- Campionato francese: 1

Auxerre: 1995-1996
- Coupe de France: 1

Auxerre: 1995-1996

#### Competizioni internazionali
- Coppa Intertoto UEFA: 1

Auxerre: 1998